# Cordulia shurtleffii
Cordulia shurtleffii är en trollsländeart som beskrevs av Samuel Hubbard Scudder 1866. Cordulia shurtleffii ingår i släktet Cordulia och familjen skimmertrollsländor. Inga underarter finns listade i Catalogue of Life.

## Bildgalleri

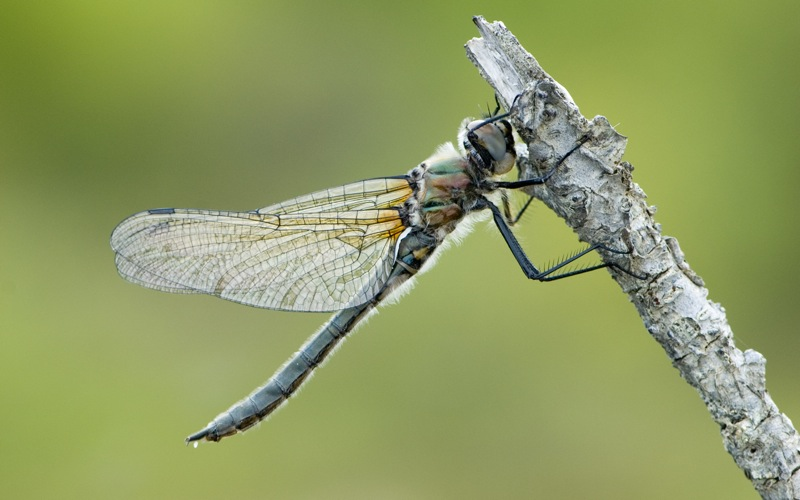